# Leica M4-2
La Leica M4-2 è una macchina fotografica della Leica, presentata nel 1977 con l'esemplare nº 1.468.001. È stata costruita per 3 anni, ossia fino al 1980 con l'apparecchio 1.533.350, in un totale di 15800 esemplari.

## La nascita particolare
Nel 1975 le vendite delle macchine a telemetro erano in declino, complice anche la M5, che aveva alquanto deluso le aspettative, e così la Leitz decise di terminare definitivamente la produzione della M4. Questo causò, in breve tempo, una pioggia di lamentele a Wetzlar, perché tutto il mondo fotografico, dagli appassionati ai professionisti, era indignato, se non infuriato, per la decisione avventata, tanto che la casa fu costretta a tornare sui suoi passi, riattivando la produzione, nello stabilimento canadese, della M4, che rappresentava, al tempo, la migliore macchina 24x36 mm sotto il profilo costruttivo, meccanico ed ottico. Il modello rimesso in vendita, la Leica M4-2, tuttavia, costituiva un derivato, poiché l'intero progetto doveva essere modificato per abbattere i costi, in modo da essere competitivo con i prezzi della concorrenza giapponese: venne tolto l'autoscatto, fu aggiunta la predisposizione per il Leicavit o il winder, il contatto caldo, e rivisto completamente il sistema di montaggio, con la riduzione dei pezzi e la sostituzione di altri. Questo causò alle prime centinaia di apparecchi prodotti una serie di problemi, che però vennero prontamente rivisti, tanto che si può affermare che la M4-2 appartiene a pieno titolo alla genia della M4.

## Caratteristiche ulteriori
- Finitura: cromata e nera
- Leva di carica: ad un tempo
- Selettore focali: per 35 e 135 mm, 50 mm, 90 mm
- Tempi: 1, 1/2, 1/4, 1/8, 1/15, 1/30, 1/50 (sincro-flash), 1/60, 1/125, 1/250, 1/500, 1/1000 +B
- Pressa pellicola: in metallo
- Autoscatto: no
- Predisposizione per il winder: sì
- Occhielli per cinghia: tondi

### Il taglio dei costi rispetto alla M4
Come già accennato, le novità salienti rispetto alla M4 riguardavano l'assenza dell'autoscatto, la predisposizione per il contatto caldo e per il winder, ma in realtà la M4 venne rivista completamente.
Per tagliare i costi, l'autoscatto venne rimosso, ma fu aggiunta la predisposizione per il contatto caldo. Lo stampo della calotta venne semplificato, eliminando il logo Leica inciso col pantografo, affascinante ma molto costoso da realizzare, ed al suo posto fu sostituito da uno stampo che comprendesse sia le scritte identificative che il marchio. Il supporto di riavvolgimento passò da metallico a sintetico, ed il contafotogrammi da metallico serigrafato a plastico stampato. Il rivestimento in vulcanite subì una riduzione della gomma, e la mescola risultò più rigida. Gli ingranaggi di trascinamento, prima di ottone con elementi in bronzo, divennero di Teflon. Il disco indicatore della sensibilità della pellicola, prima metallico e con meccanismo a molla, divenne un semplice disco di alluminio. La struttura interna delle prese flash, prima di ottone, divenne di materiale sintetico. Fu rivisto persino il gruppo telemetrico, il cui blocco di acciaio lavorato fu sostituito da acciaio trinciato, ed il gruppo ottico subì la "perdita" di una lente condensatrice (che sarebbe stata ripristinata solo a partire dai modelli M7 ed MP a causa dei flare che potevano manifestarsi in alcune circostanze).

### Le modifiche nell'assemblaggio (rispetto alla M4)
Per contenere i costi di fabbricazione, i tecnici di Midland furono costretti a rivedere anche la meticolosa organizzazione del lavoro che, da sempre, caratterizzava l'altissima qualità Leitz. La metodologia d'assemblaggio, in pratica, venne stravolta per risultare più snella e meno costosa. La produzione Leitz, infatti, fino a quel momento era sostanzialmente artigianale, poiché prevedeva il montaggio di ogni singolo componente seguito da controllo ed eventuale taratura del medesimo componente, proseguendo in questa maniera fino al completo assemblaggio, cui seguivano quattro ulteriori stringenti controlli di qualità finale, che culminavano in una'ispezione finale, terminante con il rilascio di un certificato di qualità contrassegnato da quattro ispettori. Si potrebbe dire che questo metodo, da solo, sintetizzasse la filosofia Leitz. Il nuovo metodo, invece, prevedeva l'assemblaggio completo delle parti e solo a montaggio ultimato si procedeva alla taratura finale del prodotto. Così facendo, la Leitz si allineò al metodo più diffuso tra gli altri produttori.
Il radicale passaggio da un metodo all'altro, unito al momento finanziario difficile che aveva investito l'azienda, causò problemi alle prime centinaia di M4-2 prodotte, particolarmente caratterizzate da rotture dei meccanismi interni. La Leitz, tuttavia, provvide prontamente alla risoluzione di quegli inconvenienti nei lotti successivi, mentre il servizio di assistenza si incaricò aggiustare i primissimi esemplari difettosi, per cui si può affermare che la M4-2 appartiene pienamente alla genia M4; va aggiunto, inoltre, che se non fossero stati adottate quelle razionalizzazioni, la linea M si sarebbe fermata negli anni settanta con la fine pressoché simultanea di M4 e M5.

## Le tre serie
È possibile dividere la produzione della M4-2 in tre serie:
- I serie: i primi 100 esemplari sono caratterizzati da un bollino rosso con logo Leitz posto frontalmente a sinistra dell'obiettivo, da un trattino bianco sulla levetta del selettore delle focali, e dagli occhielli per la cinghia cromati
- II serie: bollino rosso e trattino scompaiono; sulla calotta, sotto il logo Leitz compare la scritta "Wetzlar", mentre sopra la slitta flash la scritta "made in Canada" disposta su tre righe; gli occhielli della cinghia diventano neri
- III serie: la più comune, scompare la scritta "Wetzlar" sotto il logo Leitz; gli occhielli per la cinghia ritornano cromati; scompare la scritta "made in Canada" dalla calotta, poiché viene sostituita sul retro da "Canada" accanto alle prese per il flash.[1]